# Becky Umeh
Becky UzoAmaka Umeh, o più semplicemente Becky Umeh (Anambra, 21 dicembre 1973), è una danzatrice, cantante, attrice e coreografa nigeriana.

## Biografia
Nata nello stato di Anambra, in Nigeria ma cresciuta a Lagos. Diplomatasi in materie economiche, nei primi anni ha alternato lavori di segretaria a piccole esperienze teatrali e nel cinema indipendente, fino al 1992 quando ottiene un ruolo da protagonista nello show televisivo della Nigerian Television Authority,  Tales of Moonlight. Successivamente recita in diverse piccole produzioni indipendenti.
Nel 1995 inizia l'attività di cantante come corista in alcuni gruppi al servizio degli hotel di lusso nigeriani.
La prima occasione di ribalta internazionale è nel 1998, in occasione del Campionato mondiale di calcio 1998, con cui si muove al seguito della Nazionale per l'organizzazione di eventi musicali e culturali.
Al rientro dal tour inizia la carriera da solista, con il nome d'arte Alejo ('straniera').
Dal 1994 entra in un programma quadriennale con la locale Ivory Dance academy, fondata da Steve James. Da allora diventa una delle più popolari danzatrici del suo paese.

### Coreografie
- 2002: Gladiator Cheerleaders, per MTN South African Television
- 2004: Dancer, for Hispanic Gala Theater in production "Candonbe"
- 2006: Lion King for Metropolitan Fine Arts in Virginia)
- 2008: You think you can dance! (Dance Drama)
- 2008: Contemporary Bata
- 2009: Benin
- 2010: Sisi
- 2011: Things fall Apart pressot University of Richmond, Department of Theatre Arts
- 2011: Caribbean festival, Adams Morgan day festival and Hispanic Fiesta.
- 2011: "Toron" (High Life; song by Becky Umeh)
- 2011: "Korofo" (Afrobeat Modern; song by Becky Umeh)
- 2012: "Bata Columbia" (Nigerian Bata and Masquerade to Rumba Columbia Music)
- 2012: "Butterfly" (High Life; song by Becky Umeh)
- 2012: "Ekwe" (Soukous; song by Becky Umeh)
- 2012: "Jokale" (Contemporary Nigerian: song by Becky Umeh)
- 2013: "Obodo Coupe (Fast past, category- world music)
- 2013: "Angels and Demons (Rock style)

### Stage
- 1995: Aruku Shanka by Felix Okolo (Nigeria)
- 1999: Trial of Oba Ovoramwen by Bayo Oduneye (Nigeria)
- 2000: Obaseki by Pedro Obaseki (Nigeria)
- 2004: Candombe! Tango Negro USA
- 2011: Things Fall Apart USA
- 2012: United Aid for Africa Foundation Concert. NY USA
- 2012: United Aid for Africa Concert, Gabon Embassy and Ivory Coast Embassy, Washington DC USA

### Televisione
- 1992: Tales of Moonlight, Nigerian Television Authority
- 1998: Dance Jam Competition Nigerian Television Authority

## Album musicali (come Alejo)
| Year | Title       | Producer              | Publisher    |
| ---- | ----------- | --------------------- | ------------ |
| 1998 | Aiye        | Nelson Brown          |              |
| 2000 | Sisi        |                       |              |
| 2009 | My Creation | Jamix (Abuja Nigeria) | CDBaby       |
| 2010 | Zomema      | Jamix (Abuja Nigeria) |              |
| 2010 | Mama        | Nelson Brown          |              |
| 2010 | Ayaya       | Nkeng                 | OneMicStudio |
| 2010 | Stand up    | Alejo, Nkeng          | OneMicStudio |
| 2010 | Toron       | A.J. Alemanji, Nkeng  | OneMicStudio |
| 2010 | Geleleno    | Jamix (Abuja Nigeria) |              |